# فهرست قنات‌های شهرستان مسجد سلیمان
جدول زیر براساس آمار وزارت جهاد کشاورزی تهیه شده‌است. فهرست زیر قنات‌های شهرستان مسجد سلیمان در استان خوزستان را نشان می‌دهد.
| نام قنات     | موقعیت                              | نزدیک‌ترین روستا | طول قنات (متر) | تعداد میله چاه | عمق مادر چاه | دبی (لیتر بر ثانیه) | سطح زیر کشت (هکتار) |
| ------------ | ----------------------------------- | --------------- | -------------- | -------------- | ------------ | ------------------- | ------------------- |
| کلگیر        | بخشی نامعلوم در شهرستان مسجد سلیمان | نامعلوم         | ۳              | ۰              | ۰            | ۰                   | ۱۰۰                 |
| ۱۶ میل بتوند | بخشی نامعلوم در شهرستان مسجد سلیمان | نامعلوم         | ۱              | ۰              | ۰            | ۰                   | ۵۰                  |